# コードギア
コードギア（CodeGear）は「エンバカデロ・テクノロジーズ」のアプリケーション開発ツールのブランドである。DelphiやInterBaseなどを開発販売している。元々は「ボーランド」の部門だったが、2008年に買収された。

## 歴史
2006年2月8日、ボーランドはIDE部門とデータベース製品部門の買い手を探していると発表した。スピンオフの交渉中、それらの部門は売却を見越して、内部的には「Developer Tools Group」と呼ばれる「社内会社」に再編された。5つの団体が入札に参加した。しかしボーランドCEOトッド・ニールセン（Tod Nielsen）のカンファレンスコールにおける発言によると、「自分達がビジネスに存在すると考えている価値を適切に反映した数字」をボーランドに提示した入札者は居なかった。
2006年11月14日、コードギアが発足した。最初のCEOとして、ベン・スミス（Ben Smith）が就任した。
2007年1月1日、ボーランドは別個の独立した部門としてコードギアの運営を始めた。2007年4月、CEOとしてジム・ダグラス（Jim Douglas）が就任した。CodeGear LLCが設立されたが、ボーランドからの分離プロセスは遅々として進まなかった。ボーランドの2006年の年次報告書によると、2006年のコードギアのIDE事業の売り上げは75.7百万ドルだった。ボーランドの総売上の25パーセントに相当した。
2008年5月7日、ボーランドはコードギアをエンバカデロ・テクノロジーズへ売却すると発表した。2008年6月30日、約2400万ドルの売却取引は無事に完了した。CEOにはエンバカデロ・テクノロジーズのウェイン・ウィリアムス（Wayne Williams）が就任した。

## 販売中のIDE製品
- C++ Builder
- Delphi（デルファイ）
- JBuilder（ジェイ・ビルダー）
- Rad PHP (旧：Delphi for PHP)
- JGear
- 3rdRail
- Codegear RAD Studio
- Turbo（ターボ）シリーズ

## 販売中のデータベース製品
- InterBase（インターベース）
- BlackFish SQL

## 旧IDE製品

### 1990年代
Turbo Pascal（ターボ・パスカル）、Turbo C（ターボ・シー）、Turbo Prolog（ターボ・プロローグ）、Turbo Basic（ターボ・ベーシック）、Turbo Assembler（ターボ・アセンブラ、TASM）、IntraBuilder（イントラビルダー）

### 2000年代
Kylix（カイリックス）、 C# Builder（シーシャープ・ビルダー）、Borland Developer Studio